# Religions, mythes et légendes du peuple aïnou
 (août 2016).
Si vous disposez d'ouvrages ou d'articles de référence ou si vous connaissez des sites web de qualité traitant du thème abordé ici, merci de compléter l'article en donnant les références utiles à sa vérifiabilité et en les liant à la section « Notes et références ».
 (février 2014).
- Si vous ne connaissez pas le sujet, laissez ce bandeau (vous pouvez alors contacter les auteurs).
- Si vous supprimez le contenu mis en cause (vous pouvez préalablement contacter les auteurs),

argumentez précisément cette suppression dans la page de discussion
(un manque de référence n'est pas un argument ; une recherche réelle de référence doit avoir été effectuée, être formellement documentée).
Pour un article plus général, voir Aïnous (ethnie du Japon et de Russie).
Les Aïnous sont animistes. Les représentations mythiques sont centralisés autour d'un panthéon où figurent parmi d'autres les divinités des eaux, de la mer, du soleil. Selon la tradition, tout élément de la nature contient un kamuy (en aïnou カムィ, « esprit », écrit aussi kamui si transcrit depuis le japonais カムイ). Les Aïnous remercient les dieux avant de manger, et prient le kamuy du feu lorsqu'ils sont malades. Ils croient que les esprits sont immortels, et qu'ils seront récompensés par l'accès à la terre des dieux.
Dans cette société matrilinéaire, la déesse du foyer, le Kamui Fuchi, protectrice de la maison et de la vie domestique, acquiert une grande importance. Parallèlement, le culte de l'ours est majeur. Si les femmes ne participent pas aux cérémonies entourant son culte, elles participent aux cérémonies rendues au culte des ancêtres.

## Cosmogonie et mythe de la création
Pour les Aïnous, il existe six cieux et six enfers où vivent les dieux, les démons et les animaux. Les démons vivent dans les cieux les plus bas. Au niveau des nuages et des étoiles vivent les dieux les moins importants. Dans le plus haut des cieux, vivent Tuntu, le Dieu créateur, et ses serviteurs. Son royaume est entouré par un mur de métal et la seule façon d'y entrer est de passer par une grande porte de fer.
Tuntu créa ce monde comme un grand océan reposant sur la colonne vertébrale d'une gigantesque truite. Lorsque ce poisson bouge, la terre tremble.
Un jour Tuntu regarda vers ce monde d'eau et décida d'en faire quelque chose. Il y envoya un oiseau qui en volant au-dessus de l'océan chassa l'eau et ainsi des îles surgirent.
Quand les animaux des cieux virent combien ce nouveau monde était beau, ils demandèrent à Tuntu la permission d'aller y vivre. Celui-ci accepta. Mais Tuntu fabriqua aussi des créatures faites uniquement pour ce monde. Les premiers Aïnous étaient nés, ils avaient un corps de terre et des cheveux à base de végétaux. Tuntu envoya aussi Aioina, un homme divin, sur terre pour enseigner aux Aïnous comment chasser et faire la cuisine.

## Liste desKamuy
Il y a une hiérarchie dans les kamuy. Le plus important est celui du feu (Apehuci-Kamuy) ; ensuite on trouve les kamuy des animaux de montagne et encore derrière, les kamuy des animaux de la mer.
- Ae-oina Kamui, il aurait enseigné aux hommes les arts domestiques
- Akkorokamui
- Apasam Kamui
- Apehuci-Kamuy (kamuy du feu)
- Cep Kamuy (kamuy du saumon)
- Chikap Kamui, kamuy des hiboux et de la terre
- Chup Kamui, kamuy du soleil
- Hash-Inau-uk Kamui, ou Hashinau-uk kamui, déesse de la chasse, représentée avec des cheveux longs, portant un arc et des flèches, parfois un enfant sur son dos. Elle est parfois considérée comme la sœur de Fuchi Kamui, ou de Shiramba Kamui. Elle apparaît aussi sous la forme d'un petit oiseau qui guide le chasseur. Elle est également représentée par l'aconit, avec laquelle les chasseurs empoisonnaient leurs flèches. C'était un Kamui d'une grande importance pour les Aïnous, peuple de chasseurs et de pêcheurs.
- Kamui Fuchi, kamuy du foyer
- Kanna Kamuy, le kamuy de l'orage
- Kenash Unarabe, un monstre buveur de sang qui attaque les chasseurs
- Kim-un Kamui, kamuy des ours
- Kinashut Kamui, kamuy des serpents
- Moshirikara Kamui, créateur de la terre
- Nusakoro Kamui, messager des dieux et représentant de la mort
- Pauchi Kamui, esprit malin responsable de la maladie
- Repun Kamui, kamuy de l'orque et de la mer
- Shinda (kamuy de la fertilité)
- Tuntu (kamuy du ciel), aussi appelé Kamui
- Shiramba Kamui, kamuy du bois, de la nature
- Waka-ush Kamui, kamuy de l'eau potable
- Yushkep Kamui, kamuy de l'araignée

## Culte de l'ours

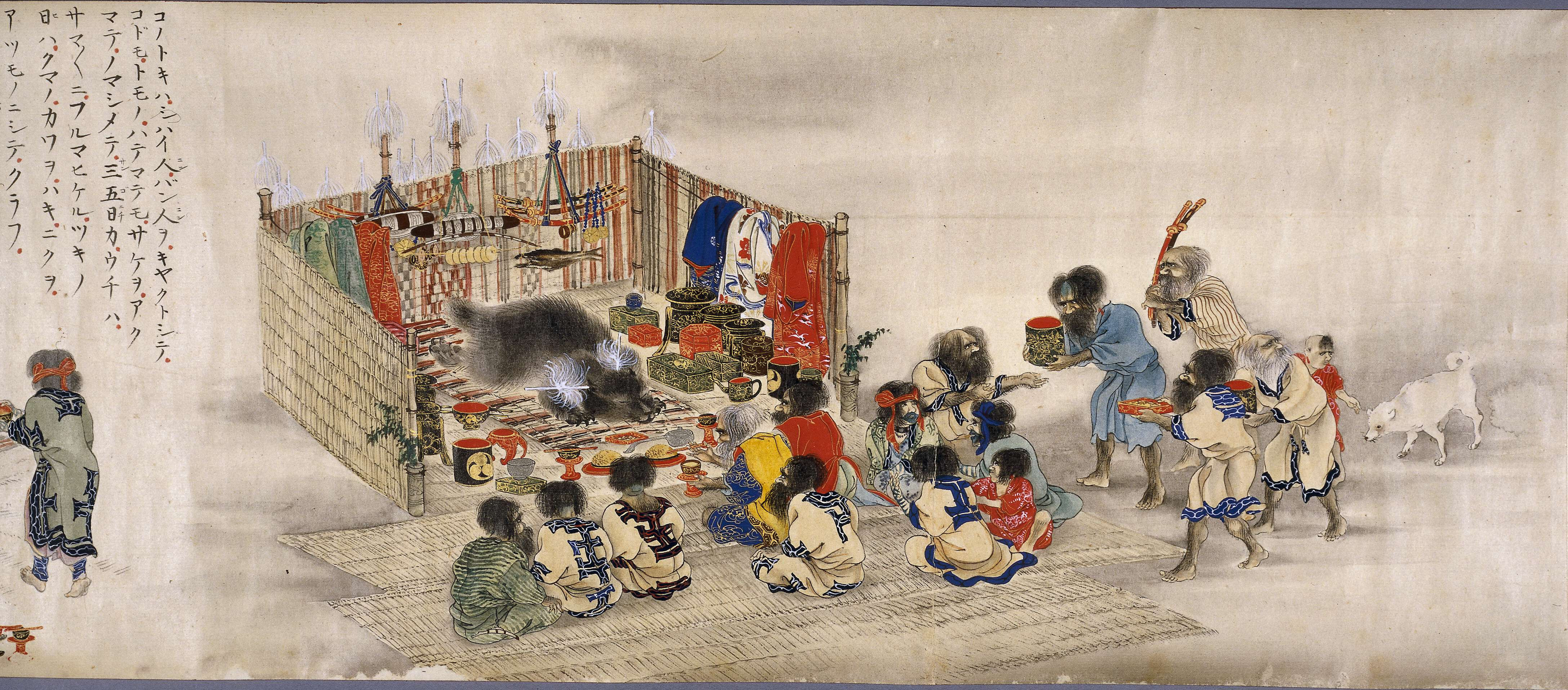
Peinture japonaise datant de 1870 montrant le sacrifice d'un ours par des Aïnous

Chez les Aïnous, il est une pratique religieuse qui a particulièrement frappé les ethnologues, c'est leur rituel de l'ours. En effet, on est en présence d'un rituel religieux, sans la moindre utilité économique, mais clairement apparenté à l'élevage, alors que ce peuple ne le pratique pas. Le même rituel, appliqué à un loup (pas encore un chien), ou à un bovin (encore sauvage) ou un autre animal domesticable, aurait donné à la longue des effets faciles à imaginer : la domestication, et l'intérêt pratique non prévu mais s'imposant aurait recouvert l'intention rituelle qu'on ne remarquerait plus. Mais comme l'ours n'est semble-t-il pas domesticable, le rituel a pu être conservé sans trop de variations, et apparaît comme un précieux fossile culturel, qui peut nous aider à imaginer le processus culturel à l'origine de l'élevage.
C'est la thèse que l'anthropologue René Girard a développée. C'est la nécessité d'acclimater les animaux pour en faire des victimes propres au sacrifice rituel qui aurait donné naissance, comme conséquence imprévue, à la domestication, pratique qui nous apparaît naïvement comme ayant été anticipée pour sa rentabilité économique, alors qu'elle est coûteuse, et même très coûteuse : seule l'exigence rituelle permet de justifier les efforts déployés pour conserver près de soi et nourrir un animal qui ne s'y prête pas, et ceci sur une longue période. Il faut considérer les difficultés (trouver de quoi le nourrir, lui éviter les maladies, souffrir ses parasites, ses déjections, son comportement mal contrôlable, etc.) alors que la même viande pourrait être trouvée en une journée de chasse. L'élevage apparait donc comme une conséquence fortuite de la nécessité de se constituer une réserve de victimes sacrifiables, chez un peuple qui a eu la chance, au contraire des Aïnous, d'avoir à sa portée une espèce domesticable.

## Mythes et légendes du folklore aïnou

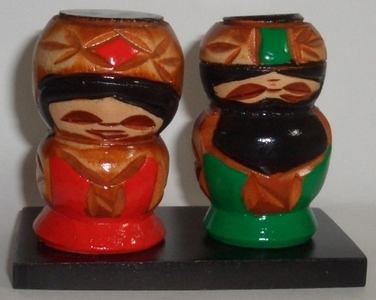
représentation d'un Koropokkuru

Le folklore aïnou contient aussi des sortes de petits lutins, les Koropokkuru.
Voir aussi : Inaos et Akkorokamui

## Religions exogènes

### Religion orthodoxe
Certains Aïnous des archipels de l'Extrême-Orient russe sont maintenant membres de l'église orthodoxe russe.